# Keishi Otani
Keishi Otani (大谷 圭志 Otani Keishi?, nacido el 17 de abril de 1983 en Gunma) es un exfutbolista japonés. Jugaba de centrocampista y su último club fue el Thespa Kusatsu de Japón.

## Trayectoria

### Clubes
| Club           | País  | Año         |
| -------------- | ----- | ----------- |
| FC Tokyo       | Japón | 2002 - 2004 |
| Thespa Kusatsu | Japón | 2004 - 2006 |